# Kaiserstraße 173 (Mönchengladbach)

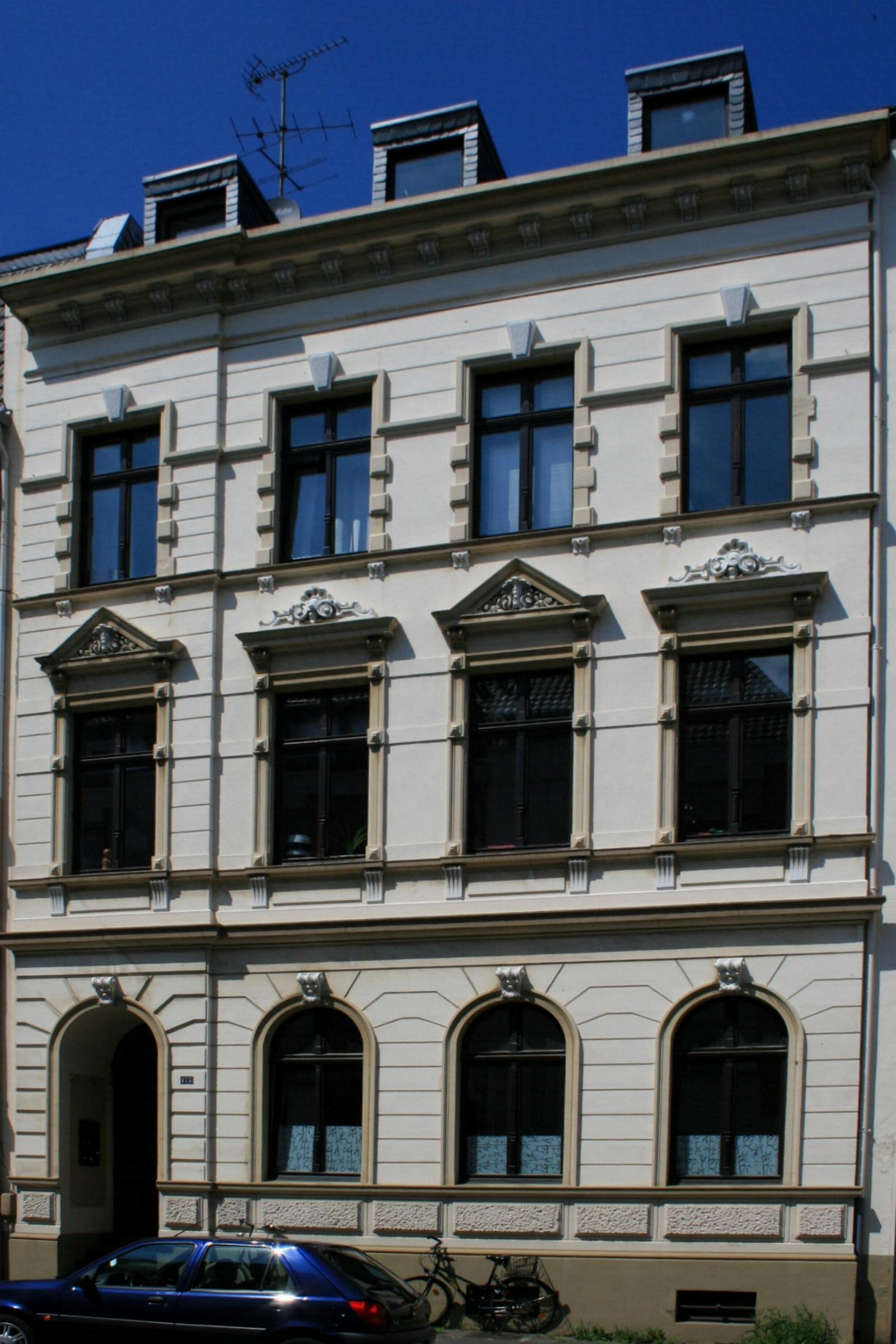
Wohnhaus (2010)

Das Wohnhaus Kaiserstraße 173 steht in Mönchengladbach (Nordrhein-Westfalen).
Das Gebäude wurde um 1900 erbaut. Es wurde unter Nr. K 079 am 27. Februar 1991 in die Denkmalliste der Stadt Mönchengladbach eingetragen.

## Lage
Das Objekt liegt auf der Kaiserstraße im Bereich zwischen Lessingstraße und Eickener Straße.

## Architektur
Es handelt sich um ein traufenständiges, dreigeschossiges, vierachsiges Gebäude mit Satteldach mit drei Gauben.